# Hercegovačka Gračanica
Hercegovačka Gračanica (srbsky v cyrlici Херцеговачка Грачаница, v latince Hercegovačka Gračanica) je pravoslavný kostel nedaleko města Trebinje, administrativně pod jurisdikcí zahumsko-hercegovinské eparchie a pobřežní Srbské pravoslavné církve. Moderní pravoslavný chrám byl ve svém návrhu inspirován klášterem Gračanica, jedním z nejdůležitějších kultovních center srbské církve, které se nachází cca 10 km jihovýchodně od Prištiny v Kosovu.
Kostel byl budován v období od dubna 1999 do října 2000 na místě posledního odpočinku srbského básníka a diplomata Jovana Dučiće. Dučić tak žádal ve své závěti. Na místě, kde se nachází, byly objeveny základy raně křesťanského chrámu, poté zde stál kostel sv. Michala archanděla, který nechal zbudovat středověký panovník Štěpán Uroš II. Milutin.

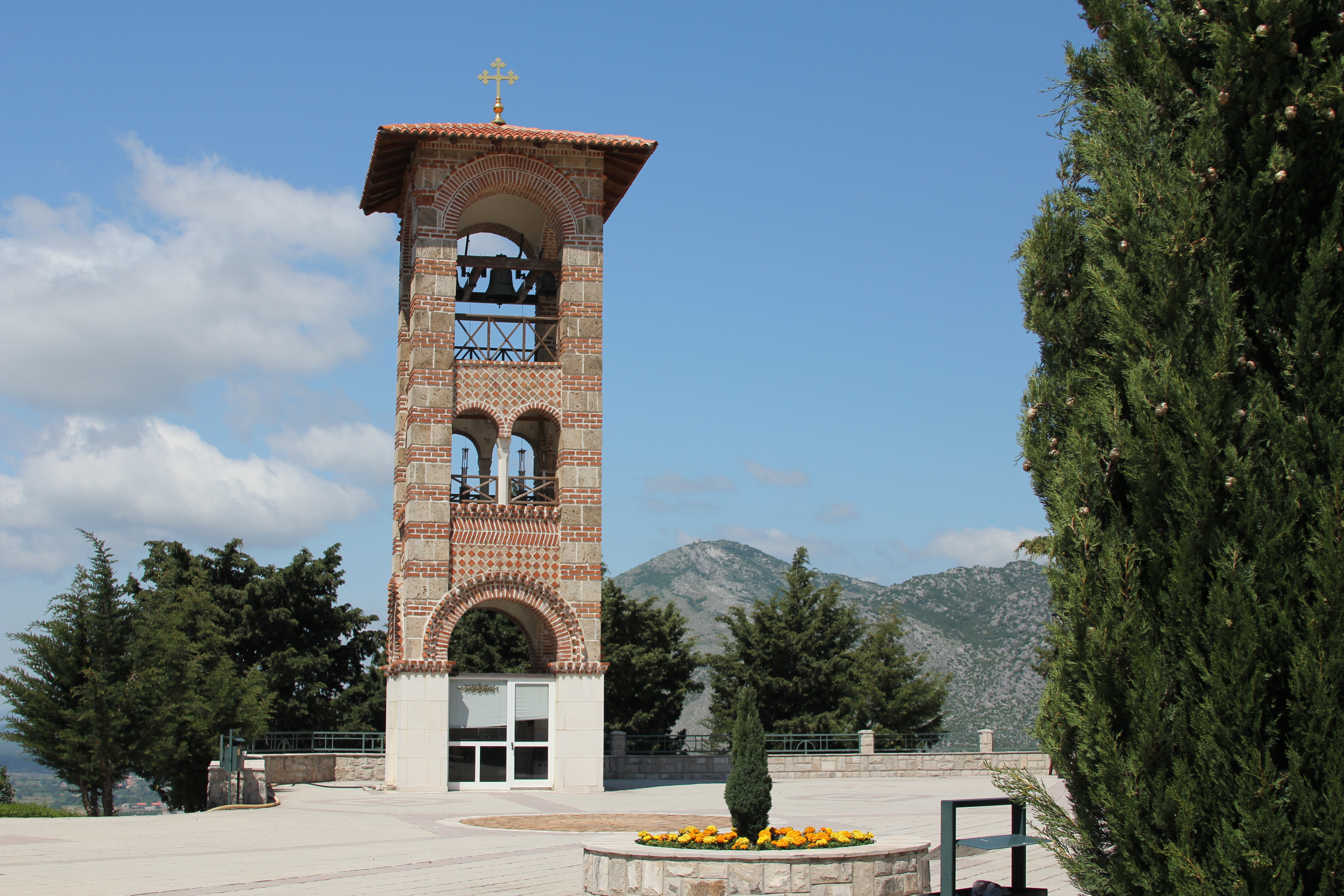
Zvonice

Areál chrámu navrhl Predrag Ristić. Chrám není stoprocentní kopií hlavního kostela kláštera v Gračanici, ale stavbou v byzantsko-srbském stylu, jasně inspirovanou vzhledem kláštera a způsobem, jakým je vnímán v srbské kultuře. Ke stavbě kostela byly použity oba materiály typické pro období vrcholu středověkého srbského státu a konce říše byzantské. Cihlové a kamenné bloky doplnily moderní materiály (železobeton). Chrám má křížový půdorys s pěti kopulemi, jeho stavba se opírá na šestnácti pilířích. Podlaha v budově je kopií té v kostele kláštera svatých archandělů v Prizrenu. Fresky na stěnách chrámu v Trebinji vytvořil Aleksandar Živandinović, ikonostas byl vytvořen v tvrdošském klášteře a ikony v oltářní místnosti napsala řeholnice jménem Tekla z dobrićevského kláštera.
V blízkosti chrámu se nachází otevřené divadlo, galerie pravoslavného výtvarného umění, zvonice a sídlo církevních představitelů pro regiony Zahumlje a Hercegovina.